# 成良仁
成良 仁（なりよし ひとし、1942年（昭和17年）5月7日 - 2012年（平成24年）2月4日）は、栃木県益子町の益子焼の陶芸家である。
また南田 是也（なんだ これや）を名乗り、豊満な女性を象ったテラコッタ像を製作した造形作家でもあった。

## 生涯

### 生い立ち
1942年（昭和17年）5月7日、後に栃木副知事を務める成良一郎の次男として岐阜県岐阜市に生まれた。
幼い頃から父親の仕事の関係で大分、名古屋、宇都宮へと転々とした。そのいずれも陶器の産地の近くだったことから、近所の製陶所の捨て場を見て陶片の美しさに感動を覚えるなど、「焼き物」は幼い頃から身近な物であった。

### 陶芸家「成良仁」
1961年（昭和36年）、栃木県立宇都宮高等学校を卒業。平面よりも立体に惹かれることが多かった成良は、高校時代は建築家を目指していたが、最終的に陶芸の道を選び、
1970年（昭和45年）、東京藝術大学工芸科を卒業した後、同大学院陶芸専攻を修了した。
加藤土師萌と田村耕一（後の「人間国宝」）、そして藤本能道に師事。益子町の栃木県窯業指導所（現・栃木県産業技術支援センター 窯業技術支援センター）の技師として3年間勤務した後、1974年（昭和49年）、栃木県益子町に築窯し、独立した。
独特の深みのある青磁釉薬や白釉薬に、伸びやかな鉄絵で絵付けされた作品で知られた。
2006年まで日本工芸会正会員であり、日本陶芸展　日本伝統工芸展、栃木県芸術祭賞などを多数受賞。その陶芸作品は大英博物館やブルックリン美術館、セントルイス美術館などに収蔵されている。また俳優のロバート・デ・ニーロが作品を購入したと言われている。

### 造形作家「南田是也」
もともと1965年（昭和40年）頃から陶製による人体像の製作を行っており、その後も削ぎ落としによる激しい造形の独特な花器を制作するなど、陶器による制作表現の限界に挑戦していた。
そして1990年（平成2年）頃からテラコッタを用いた、豊満で妖艶、それでいて上品かつ自立感に溢れた女性像を積極的に製作していくようになり、「南田是也」と名乗り、器の制約を越えた造形作家としても活動していくようになる。
2005年（平成17年）8月には東京・丸の内で「いや～ん！バッカス！」と銘打った個展を開き、2007年（平成19年）3月には、宇都宮市の中心市街の活性化の為に、宇都宮中の協力店舗に南田是也作の豊満女性テラコッタ像を置き、地図を片手に観覧者に回遊しながら観覧してもらう「南田是也 街ごとギャラリー なんだこりゃ！ DEBUT！展」を企画展開。そして2010年（平成12年）11月には再び宇都宮で「南田是也 街ごとギャラリー」が開催された。
絵本作家であり家族ぐるみでの付き合いの成良の友人であったいわむらかずおは「豊満女性テラコッタ像が魅力的かつ品格を保っているのは、成良仁の確かな造形力と表現力に裏打ちされたものだ」「「成良是也」が追い続けたのは、陶芸も豊満女性像も、内側から膨らみ続ける「いのちの形」だったのではないか」と語っている。
また常にいくつかの作風の作品制作を同時に進めるため、「成良仁の陶器作品」と「南田是也の豊満な女性」を共に展示した「成良仁と南田是也の二人展」を開くなど、「成良仁」無くして「南田是也」は生まれ出なかった、とも言われた。
その一方で「成良仁としての個展」はあまりやらず、2007年（平成19年）に益子に移り住んで38年目にして「自然体になって」益子で個展を開いた。

### 東日本大震災後
2011年（平成23年）3月11日、東日本大震災発生時、益子町の陶器販売店や陶器製作所にあった大量の陶器作品や商品が倒壊してしまう激しい被害に遭った。そしてそれは成良の作品や「南田の作品」もそうであった。意気消沈の中、壊れてしまったテラコッタの美女たちの破片を拾い集めたという
しかしそれでも、成良も南田も再び立ち上がり、陶作活動と創作活動を再開し、展覧会も開催された。
しかしその後、2012年（平成24年）2月4日、病のために逝去した。享年６９。
その後、「ワグナー・ナンドールアートギャラリー」や成良仁の自宅で、追悼展や遺作展が催された。
そして現在、テラコッタ製の「豊満な美女たち」は「ワグナー・ナンドール　アートギャラリー」に常設展示されている。

## 家族
- 父・成良一郎（1911 - 2000）

：戦前の地方事務官・戦後の内務省官僚であり、沖縄県や岐阜県などに勤務した後、栃木県の初代教育長や副知事を務めた。
- 兄・成良功（1940 - 1997）

：フランスで活躍したタペストリー作家。
- 妻・成良由記子

：夫・仁と同じく陶芸家であり、仁からは「東京芸術大学からの親友」とも語られている。
- 娘・ナリヨシアヤナ

：本名：成良恵奈。1972年（昭和47年）、益子町に生まれる。1995年（平成7年）に「富山ガラス造形研究所」を卒業後、1998年（平成10年）から2010年（平成22年）までガラス作家として活動する。その一方で、2007年（平成19年）より益子焼の窯元「よしざわ窯」のデザイン担当の１人となる。2011年（平成23年）より羊毛フェルトを用いた造形作品の制作を始める。その他、素材にとらわれない造形作家として生活雑貨やオブジェを制作し、また自身のイラストを用いた手ぬぐいを制作したり、幼なじみである益子焼の陶芸家・薄田いとの窯元「薄田窯」のロゴデザインや、2023年（令和5年）の「益子陶器市」オリジナルグッズ野帳の表紙イラストデザインを担当するなど、イラストレーターとしても活動している。

## 参考資料
- 光芸出版編集部 編『現代陶芸作家事典』株式会社 光芸出版、1980年7月25日、332頁。 NCID BN06606545。国立国会図書館サーチ：R100000001-I19111009210026614, R100000001-I28111101545712。
- 下野新聞社『陶源郷 ましこ　益子の陶工 人と作品』1984年9月27日、151頁。
- 下野新聞社『美を創る－現代とちぎの美術』下野新聞社、1988年6月30日、264頁。
- 淡交社編集局 編『現代の日本陶芸 関東Ⅰ』株式会社淡交社、1989年3月29日、110-113,141頁。ISBN 4473010856。
- 室伏哲郎『陶芸事典 Encyclopedia of ceramics』日本美術出版、1991年12月1日、710頁。 NCID BN07022313。国立国会図書館サーチ：R100000001-I01111009610068503, R100000001-I07111100593600。
- 下野新聞社『とちぎの陶芸・益子』下野新聞社、1999年10月10日、239頁。ISBN 978-4882861096。
- 文・青木宏,写真・乾剛『益子・笠間』〈窯別ガイド 日本のやきもの〉2003年12月6日、45,112頁。ISBN 4473019411。

家族の記事が記載されている資料
- 『ｔｗｉｎ（月刊ツイン）34巻1号（374）2020年1月号「まどろむように、冬のカフェ」』株式会社ツインズ、2019年12月25日、30-31,58頁。栃木県立図書館検索結果。
- 『ｔｗｉｎ（月刊ツイン）34巻4号（377）2020年4月号「益子のタナゴコロ」「益子に出かける、その理由３」』株式会社ツインズ、2020年3月25日、20-21頁。栃木県立図書館検索結果。